# 村岡英美
村岡 英美（むらおか えみ、1972年1月20日 - ）は、日本の元タレント、元女優。

## 来歴
東京都板橋区出身。
1987年6月、第6回ミスマガジンにて「フレンドシップ賞」を受賞し、デビュー。これを機に、同年のミスマガジングランプリ、他の各賞受賞者と共に7人組女性アイドルグループ『アイドル夢工場』に加入。1987年7月1日にアイドル夢工場の曲『アドベンチャー・ドリーム』でレコードデビュー。
アイドル夢工場解散後、1991年7月19日に『ライド・トゥ・パラダイス』でソロCDデビュー。1991年には「キリン・メッツ・レーシング・チーム」のマスコットガールを務める。その後も女優として2000年代前半頃まで活動、かつてオフィスフットワークス（1992年当時）、JVCエンタテインメント・ネットワークス（2000年代まで）に所属していた。

## 人物
愛称は「えみちゃん」。
1987年当時の公称サイズは、身長161cm、B77cm、W57cm、H85cm。血液型A型。
兄が居る。芸能界入りも、兄がオーディションに勝手に応募したことがきっかけだった。
得意科目は数学。特技は陸上競技、ソフトボール。趣味は帽子・リボン集め。
好きなスポーツは陸上競技、ソフトボール、水泳、バレーボール、卓球など。小学6年生の時は地元ソフトボールのキャプテンを務めていた。中学生時代の部活は陸上部で、1年生の時は短距離走の選手、2年生から高跳びに転向した。
好きだったタレントは中山美穂、南野陽子（1987年当時）、清水宏次朗、本木雅弘、中村あゆみ、杉本彩、今井美樹、工藤静香、兵藤ゆき（1991年当時）。
中学生の頃から写真に凝り出し、買い物に行く時には必ずカメラを持って行っていた。原宿などでタレントに会ったらすぐ写真を撮れるようにするためだったという。これまで共演したタレントたちと一緒に撮った写真を集めていた。また帽子集めも好きで、1992年当時は帽子を30個持っていた。
好きな食べ物はシャコ。
アイドル夢工場解散後、すぐに6kg太ったことで、食事を一日二食、豆腐とサラダのみに限定し、毎晩縄跳び200回を日課にするというダイエットをしたところ、すぐに痩せたということがあった。ただ、急激なダイエットで腸がおかしくなり、その後病院に通ったという。

## 出演

### テレビドラマ
- 土曜ワイド劇場 高橋英樹の船長シリーズ・4『函館のおんな殺人行』（1991年11月2日、テレビ朝日） - 挿入歌担当
- 映画みたいな恋したい『心の旅』（1992年9月12日・9月19日、テレビ東京）
- デパート!秋物語（1992年10月 - 12月、TBS） - 受付嬢 役（レギュラー）[4]
- 年末ドラマスペシャル ラブストーリーを君に'92『眠れない夜を抱いて』（1992年12月29日、テレビ朝日）
- 土曜ワイド劇場『殺人トリックを盗んだ女』（1993年7月31日、テレビ朝日）
- 君に伝えたい（1994年4月3日、MBSテレビ） - 第1回「女×5＜＝あいつ」出演
- スチュワーデスの恋人(1994年4月12日〜6月28日　TBS)
- 土曜ワイド劇場『事件・3』（1995年6月24日、テレビ朝日）
- パパ・サヴァイバル（1995年7月 - 9月、TBS） - 第3話出演
- 怖くて不思議な話『盗まれた音の果て』（1995年9月2日、テレビ朝日）
- Missダイヤモンド（1995年10月 - 12月、テレビ朝日）
- 怪奇倶楽部 小学生編（1996年2月22日、フジテレビ） - 第13話「夢遊病院」出演
- 火曜サスペンス劇場『九門法律相談所・5 飛べない小鳥たち』（1996年6月11日、日本テレビ）
- 世にも奇妙な物語（フジテレビ）
  - 冬の特別編『ザ・ニュースキャスター』（1996年1月4日） - 神山美咲 役
  - 聖夜の特別編『テレパシー・ラブ』（1996年12月24日）
- 白衣のふたり(1998年4月6日〜7月3日 東海テレビ制作・フジテレビ系列)
- 月曜ドラマスペシャル 早乙女千春の添乗報告書・7『函館湯けむりツアー殺人事件』（1998年11月23日、TBS） - 平田紀子 役
- 月曜ドラマスペシャル リストラ刑事（1999年2月1日、TBS）
- 月曜ドラマスペシャル家庭欄記者・鍋嶋六郎が行く!!（1999年6月28日、TBS）
- はみだし刑事情熱系 第1話『東京〜函館 謎の連続殺人！ついに訪れた告白の瞬間!?』（1999年10月6日、テレビ朝日）
- 女同士（2000年7月 - 9月、東海テレビ制作・フジテレビ系）
- 火曜サスペンス劇場『盲人探偵・松永礼太郎・13　愛する人へ』（2001年2月27日、日本テレビ）
- 虹色定期便（2001年度）（NHK教育） - 先生の友人・由美子 役
- がんばらない（2001年11月3日、BS-i）
- プリティガール（2002年1月 - 3月、TBS） - 第2話出演
- 塩カルビ（2002年、テレビ神奈川、京都放送） - 第12話「被害者同盟」手塚朋美 役

### 映画
- 麗霆゛子 レディース!!（1994年製作、パル企画） - 城戸よし子 役
- 麗霆゛子 レディース!!総長最後の日（1995年製作、パル企画） - 城戸よし子 役
- お日柄もよくご愁傷さま（1996年2月24日公開、ホリプロ、Gカンパニー他）
- 心霊（1996年8月16日公開、イメージファクトリー・アイエム） - 第2話『サーファーの死』リカ 役
- 恐怖新聞（1996年製作、円谷映像）
- 新・第三の極道 III（1996年製作、ミュージアム） - オウ・カイハ 役
- メッセンジャー（1999年8月21日公開、フジテレビジョン、小学館、ポニーキャニオン）

### バラエティ
- 少女雑貨専門TV エクボ堂（テレビ東京、1988年 - 1989年）
  - 1988年4月、ファッションチェックのコーナーに出演したのがきっかけで、その後エクボ少女隊としてレギュラー出演[1]。
- DAISUKI!（日本テレビ） - 準レギュラー出演[4]
- ますこっとたわー(TBS)
- タモリ倶楽部(テレビ朝日)

### 演劇
- オリジナルミュージカル「夢の中へ ～ドリーミングガール」（フェリー「ジャパニーズドリーム号」船上　1990年8月6日 - 1990年9月1日）[6]

## CD
- ライド・トゥ・パラダイス（1991年7月19日発売、EMIミュージック・ジャパン）
  - キリン・メッツ・レーシング・チーム・ヤマハ　イメージ・ソング
  - C/W：「ナウ・ザット・トゥモロウ・カムズ 」